# Senbiki-ōkami

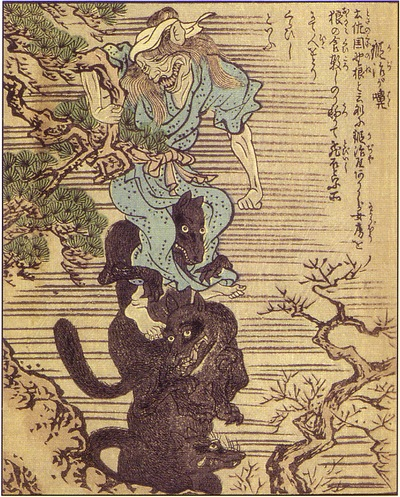
Kajiga Baba und die Senbiki-ōkami. Aus dem Ehon Hyaku Monogatari (絵本百物語; „Bilderbuch der hundert Erzählungen“) von Tōka Sanjin (um 1841).

Der Senbiki-ōkami (千疋狼; „Tausendwolf“) ist ein fiktives Wesen des japanischen Volksglaubens. Er gehört zur Gruppe der Yōkai und weist einen heimtückischen Charakter auf.

## Beschreibung
Der Senbiki-ōkami soll als Wolf erscheinen und sowohl in leerstehenden Parks, dichten Wäldern als auch in verlassenen Dorfgassen umgehen. Er erscheint in großen Rudeln und jagt seine Opfer bis zur Erschöpfung. Sein übernatürliches Wesen tritt dann zum Vorschein, wenn das Opfer beispielsweise auf einen hohen Baum oder auf das Dach eines Hauses flüchtet: dann sollen die Wölfe das Opfer mit Schmähungen und Unflätigkeiten überhäufen, um es zu provozieren. Reicht das nicht aus, bilden die Tiere eine Art Räuberleiter, bei der ein Wolf sich auf die Schultern des Anderen stellt. Und wenn das nicht fruchtet, sollen die Senbiki-ōkami eine Hexe namens Kajiga Baba (鍛冶が母; „Alte Frau des Schmieds“) rufen: sie soll die heimliche Anführerin des Wolfsrudels sein und als riesiger weißer Wolf mit eiserner Schüssel auf dem Kopf erscheinen. Sie ist es, die die Senbiki-ōkami aussendet, auf der Suche nach Opfern. Die Hexe klettert geschwind hinauf in den Baum und zerrt das Opfer zu Boden. Dann verschleppen sie und die Wölfe das Opfer ins gemeinsame Versteck, um es zu fressen. Der Senbiki-ōkami soll sich gelegentlich mit dem Okuri suzume (送り雀; „Geleit-Spatz“) verbünden. Dieser Vogel-Yōkai soll in Gestalt des Rötelsperlings erscheinen, den Okuri-ōkami begleiten, ihm vorauseilen und nach einsamen, verirrten Wanderern Ausschau halten, um diese dann an den Senbiki-ōkami zu verraten. Ein weiterer Verbündeter des Senbiki-ōkami soll der Yosuzume (夜雀; „Nachtsperling“) sein, der einsamen, verirrten Wanderern in dunklen Wäldern auflauert. Er soll seine Opfer in Schwärmen überfallen und bei sich bietender Gelegenheit dem Senbiki-ōkami in die Fänge treiben.

## Hintergründe
Das japanische Wort Senbiki (千疋) bedeutet wörtlich „tausendfach“ oder „tausendmal“. Das japanische Wort Ōkami (狼) bedeutet schlicht „Wolf“.
Der Yōkai Senbiki-ōkami wurde durch den real existierenden, aber mittlerweile ausgestorbenen Honshū-Wolf (Canis lupus hodophilax) inspiriert. Diese Wolfsart lebte auf den Inseln Honshū, Shikoku und Kyūshū und wurde als mythologische Figur im japanischen Shintōismus einerseits als Kami (神; „Gottheit“, „Naturgeist“) und Schutzpatron verehrt. Andererseits galt er, als Yōkai, auch als „besonders heimtückisch“ und „klug“. Nicht selten habe er Menschen (vor allem Kinder) verfolgt und sie in Rudeln angegriffen. Die Opfer seien dann meist auf hohe Bäume geflohen und hätten dort ausharren müssen, bis die Wölfe das Interesse verloren hätten oder von Jägern und/oder Dorfbewohnern vertrieben waren.